# 스베누 (e스포츠)
스베누(SBENU)는 대한민국의 스타크래프트 II 프로게임단으로 2016년 1월 아프리카TV에 인수, 재창단하여 아프리카 프릭스라는 이름으로 활동했다.
네이밍 스폰서 후원 계약 체결 이전까지 스타테일(STARTALE)이라는 명칭을 사용했고 스베누에 인수 되었을때는 스베누(SBENU)라는 명칭을 사용하였다. 현재는 아프리카TV에 인수, 아프리카 프릭스(afreeca freecs)로 명칭된다.

## 역사
2010년 9월 14일 팬택 EX 감독 대행과 위메이드 폭스 수석 코치를 역임한 원종욱 감독이 스타테일 프로게임단을 창단하였다.
2011년 대한민국 프로게임단 중 최초로 리그 오브 레전드팀을 설립하기도 했으나, 팀 연봉 협상결렬로 인해 2012년 해체되었다.
2013년 9월 팀내 도타 2 종목을 추가로 창단했다.
2014년 1월 8일 팀의 원활한 운영을 위해 도타 2팀과 결별했으며 기존 스타크래프트2 팀의 규모를 축소하는 방안을 발표했다.
2014년 2월 IM과 연합하게 되면서 프로리그에 처음으로 모습을 보이게 되었다.
2014년 10월 14일부로 서기수, 김수호, 문호준, 한이잉, 임춘호 등 5명이 스타테일과 결별하였다.
2015년 4월 28일 스타테일은 패션 브랜드 스베누와의 네이밍 스폰서 후원 계약 체결을 공식 발표했다. 계약 체결 이후부터는 스베누라는 팀명으로 활동한다.
2016년 1월 23일 스베누 프로게임단이 아프리카 TV에 인수되었다.
2016년 11월 21일 스타크래프트 II 프로게임단이 해체되었다.

## 게임단 연혁
- 2010년 9월 14일 스타테일 스타크래프트 II 프로게임단 창단 (초대 감독 원종욱)
- 2011년 10월 10일 스타테일 리그 오브 레전드 팀 창단 (감독 김원기)
- 2012년 7월 13일 ZeNEX와 합병 (ZeNEX의 윤희원 감독을 코치로 영입)
- 2012년 8월 17일 카운터 스트라이크 팀 Project_kr 후원
- 2012년 8월 27일 스타테일 리그 오브 레전드 팀 해체
- 2013년 9월 스타테일 도타 2 팀 창단
- 2014년 1월 8일 스타테일 도타 2 팀 독립 발표
- 2015년 4월 28일 스타테일, 스베누와의 네이밍 스폰서 후원 계약 체결 및 팀명 변경 (스베누)
- 2016년 1월 23일 스베누 프로게임단을 아프리카 TV가 인수 (아프리카 프릭스)
- 2016년 11월 21일 아프리카 프릭스 해체

## 주요 성적

### 스타크래프트2

#### 개인
- 2010년 9월 TG삼보-인텔 스타크래프트 II OPEN Season 1 준우승 (김성제)
- 2010년 10월 소니 에릭슨 스타크래프트 II OPEN Season 2 4강 (김성제)
- 2010년 11월 소니 에릭슨 스타크래프트 II OPEN Season 3 16강 (박성준, 박현우)
- 2011년 1월 소니 에릭슨 글로벌 스타크래프트 II 리그 January Code S 16강 (김성제)
- 2011년 3월 Intel Extreme Masters 독일 하노버 대회 IEM우승 정우서
- 2011년 3월 Intel Extreme Masters 독일 하노버 대회 IEM3위 박현우
- 2011년 3월 2세대 인텔 코어 글로벌 스타크래프트 II 리그 March Code S 준우승 (박성준)
- 2011년 5월 LG 시네마 3D 글로벌 스타크래프트 II 리그 May Code A 우승 (최지성)
- 2011년 6월 드림핵 3위 (최지성) 4위 (박성준)
- 2011년 7월 펩시콜라 글로벌 스타크래프트 II 리그 July Code S 8강 (서기수, 최지성)
- 2011년 8월 메이저 리그 게이밍 MLG 롤리 우승 (최지성)
- 2011년 10월 소니 에릭슨 글로벌 스타크래프트 II 리그 October Code A 우승 이원표
- 2011년 10월 Intel Extreme Masters 뉴욕 대회 IEM준우승 김원기
- 2011년 11월 PPSL 필리핀 스타리그 대회 4위 김원기
- 2011년 11월 ZOWIE Divina International Invitation 대회 우승 김가영
- 2012년 1월 홈스토리컵 독일 대회 준우승 배상환
- 2012년 4월 IPL Tournament of Champions 라스베가스 준우승 박현우
- 2012년 5월 HOT6배 글로벌 스타크래프트 II 리그 시즌2 준우승 박현우
- 2012년 5월 RedBull 배틀그라운드 텍사스 대회 준우승 (최지성)
- 2012년 10월 HOT6배 글로벌 스타크래프트 II 리그 시즌4 우승 이승현
- 2012년 11월 메이저 리그 게이밍 MLG 댈러스 우승 이승현

#### 단체
- 2011년 1월 조텍컵 팀초청전 우승
- 2011년 2월 글로벌 스타크래프트 II 팀 리그 February 준우승
- 2011년 3월 글로벌 스타크래프트 II 팀 리그 March 4강
- 2011년 10월 2011 글로벌 스타크래프트 II 팀 리그 시즌 1 조 2위
- 2012년 4월 2012 글로벌 스타크래프트 II 팀 리그 시즌 1 준우승
- 2012년 8월 IPL Team Arena Challenge 3 4위
- 2012년 11월 IPTL Season 1 우승
- 2013년 3월 2013 IPTL Season 1 4강
- 2013년 7월 2013 벤큐 글로벌 스타크래프트 II 팀 리그 시즌 1 5위
- 2013년 11월 2013 HOT6 글로벌 스타크래프트 II 팀 리그 시즌 2 3위
- 2015년 2월 SK텔레콤 스타크래프트 II 프로리그 2015 1라운드 4위 (실격패)
- 2015년 9월 SK텔레콤 스타크래프트 II 프로리그 2015 4라운드 4위

### 리그 오브 레전드
- 인벤 올스타 토너먼트 8강
- 리그디스.네임드 초청 토너먼트 8강
- 인벤 네임드 챔피언십 4강
- Azubu the Champions Spring 2012 16강
- Azubu the Champions Summer 2012 8강

### 카운터 스트라이크
- 2012년 11월 온게임넷 C.S.O 더클랜 시즌3 우승 (카운터 스트라이크 온라인)
- 2013년 2월 2012 대한민국 e스포츠 대상 카운터스트라이크온라인 최우수 팀상

### 도타2
- 2013년 11월 넥슨 스폰서십 리그 시즌 1(NSL) 우승

## 역대 팀 명칭
- 스타테일 (2010.9.14 ~ 2015.04.27)
- 스베누 (2015.04.28 ~ 2016.1.22)

## 역대 팀 감독
- 초대 감독(총 감독): 원종욱 (재임 기간: 2010년 9월 ~ 2014년 7월)
  - 스타크래프트 II: 김광복 (재임 기간: 2012년 3월 ~ 2014년 1월)
  - 리그 오브 레전드: 김원기 (재임 기간: 2011년 10월 ~ 2012년 8월)
- 2대 감독 : 이선종 (재임 기간: 2014년 7월 ~ 2016년 1월)

## 주요 종목
- 스타크래프트 II

## ESTV (구 스타테일 TV)
2013년 3월 스타테일은 스타테일 TV (STARTALE TV) 런칭을 공식 발표했다. 스타테일 TV는 아프리카 TV와 해외 스트리밍 채널을 통해 생방송으로 진행되며 '스타크래프트2', '리그 오브 레전드', 도타2', '카트라이더', '월드 오브 탱크' 등 다양한 게임 방송을 진행했다.
2013년 7월 12일 기존의 스타테일 TV가 ESTV로 명칭이 변경되었다. 전문 스튜디오를 마련하여 더욱 넓고 쾌적한 공간과 전문화된 방송 장비를 구축, 한층 업그레이드 된 방송을 송출할 계획이다.
2014년 6월 28일부로 방송 제작 및 송출이 중단되었다.

## 같이 보기
- 글로벌 스타크래프트 II 리그
- e스포츠 연맹